# Fabian Delph
Fabian Delph (* 21. listopadu 1989 Bradford) je bývalý anglický profesionální fotbalista s guyanskými kořeny, který hrával na pozici středního záložníka. Svoji hráčskou kariéru ukončil v létě 2022 v anglickém klubu Everton FC. Mezi lety 2014 a 2019 odehrál také 20 utkání v dresu anglické reprezentrace.

## Klubová kariéra
Delph začal svoji profesionální kariéru v Leedsu United. V srpnu 2009 přestoupil do Aston Villy, kde skončil 17. 7. 2015 a přestoupil do Manchesteru City.

## Reprezentační kariéra
Fabian Delph nastupoval za anglické mládežnické reprezentace U19 a U21.
V A-mužstvu Anglie debutoval 3. 9. 2014 v přátelském utkání v Londýně proti týmu Norska (výhra 1:0).